# 亞松森米塔
亞松森米塔是危地馬拉的城鎮，由胡蒂亞帕省負責管轄，位於該國東南部，始建於1836年，面積476平方公里，海拔高度504米，2002年人口40,391，人口密度為每平方公里84人。
14°20′N 89°43′W / 14.333°N 89.717°W

## 外部連結
- Official municipal site（页面存档备份，存于）